# Grupo de Observadores de las Naciones Unidas en Centroamérica
Die Grupo de Observadores de las Naciones Unidas en Centroamérica (deutsch Beobachtergruppe der Vereinten Nationen für Zentralamerika, ONUCA) basierte auf der UN-Resolution 644 vom 7. November 1989 und war vom November 1989 bis Januar 1992 in Zentralamerika eingesetzt.
Ziel des UN-Mandats war die Überwachung der von Costa Rica, El Salvador, Guatemala, Honduras und Nicaragua eingegangenen Verpflichtungen zur Truppenentflechtung und Demobilisierung von Konfliktparteien. Geführt wurde der Einsatz von ONUCA vom Hauptquartier in Tegucigalpa in Honduras. Eingesetzt waren 260 Militärbeobachter, ein knapp 800 Mann starker, infanteristischer Kampfverband, sowie Truppen und Unterstützungspersonal eines Fluggeschwaders und einer Marineeinheit.
Spanien stellte der Mission ein Mitarbeiterkontingent zur Verfügung.